# Hyperion (album de Gesaffelstein)
Pour les articles homonymes, voir Hyperion.
Albums de Gesaffelstein
Aleph
(2013) Gamma
(2024)
Singles
1. Reset
Sortie : 29 novembre 2018
2. Lost in the Fire
Sortie : 11 janvier 2019
3. Blast Off
Sortie : 1er mars 2019

Hyperion est le deuxième album studio du compositeur de musique électronique français Gesaffelstein, sorti le 8 mars 2019 sur Columbia Records. 
L'album comprend les singles Reset, Lost in the Fire avec The Weeknd et Blast Off avec Pharrell Williams

## Contexte
Gesaffelstein a signé avec Columbia Records en octobre 2018 et le mois suivant, il a annoncé dans un court communiqué de presse qu'il publierait de la nouvelle musique « prochainement »[réf. nécessaire].

## Accueil critique
À sa sortie, l'album reçoit des critiques plutôt négatives, d'après un article des Inrockuptibles, « Gesaffelstein, du chef-d'œuvre d' Aleph à la déception d'Hyperion », le journaliste écrit : « Six ans après Aleph, chef-d'œuvre de brutalité, Gesaffelstein se métamorphose en producteur de pop électronique et livre un deuxième disque décevant. »
Le magazine Tsugi parle d'« un album court, quarante minutes, dix morceaux, dont un dernier, une interminable conclusion (Humanity Gone), qui s'étire sur plus de dix minutes lancinantes. ».
Jack - le média musical de Canal+ - parle quant à lui d'« un air de déjà vu » et d'« un disque pensé pour le marché américain » en concluant que « sans être vraiment raté, Hyperion est loin d'être hyper bien ».
Pitchfork, attribue à l'album une note de 5,0 sur 10 et qualifie la production de Gesaffelstein de « tentative budgétaire de reproduire ... d'autres artistes », qualifiant finalement Gesaffelstein d'artiste qui ne s'est pas défini.

## Promotion
Gesaffelstein a fait la promotion de l'album avec des panneaux « mystérieux » et des publications sur les réseaux sociaux tout au long du mois de novembre. La pochette et le titre de l'album ont été partagés sur un panneau à Miami en décembre 2018. Le site Web Dancing Astronaut a déclaré qu'il n'était pas clair sur le panneau d'affichage si le panneau d'affichage dans son intégralité ou l'image incluse d'un « panneau noir éclatant » constituait l'art de la couverture La sortie de l'album a été précédée par la sortie de trois singles, Reset, Lost in the Fire et Blast Off. Le premier a été libéré le 29 novembre 2018, le deuxième le 11 janvier 2019 et le troisième le 1er mars 

## Liste des titres
| 1.    | Hyperion                                          | Mike Lévy                                                          | Gesaffelstein                                     | 2:53  |
| 2.    | Reset                                             | Lévy                                                               | Gesaffelstein                                     | 3:25  |
| 3.    | Lost in the Fire (with The Weeknd)                | Lévy, Abel Tesfaye, Jason Quenneville, Ahmad Balshe, Nate Donmoyer | Gesaffelstein, DaHeala, The Weeknd, Nate Donmoyer | 3:22  |
| 4.    | Ever Now                                          | Lévy                                                               | Gesaffelstein, Donmoyer                           | 1:38  |
| 5.    | Blast Off (with Pharrell Williams)                | Lévy, Pharrell Williams                                            | Gesaffelstein                                     | 3:55  |
| 6.    | So Bad (featuring Haim)                           | Lévy, Andrew Wyatt, Danielle Haim, Este Haim, Alana Haim           | Gesaffelstein                                     | 3:36  |
| 7.    | Forever (featuring The Hacker and Electric Youth) | Lévy, The Hacker, Michel Amato                                     | Gesaffelstein, The Hacker, Austin Garrick         | 4:31  |
| 8.    | Vortex                                            | Lévy                                                               | Gesaffelstein                                     | 2:37  |
| 9.    | Memora                                            | Lévy                                                               | Gesaffelstein                                     | 3:37  |
| 10.   | Humanity Gone                                     | Lévy, Terrace Martin                                               | Gesaffelstein                                     | 10:42 |
| 40:16 |                                                   |                                                                    |                                                   |       |